# Manh châu Phi
Manh châu Phi, tên khoa học Anthus cinnamomeus, là một loài chim trong họ Motacillidae.

## Phân loài
Có 15 loài được công nhận:
- A. (c.) camaroonensis Shelley, 1900 – vùng cao nguyên phía tây Cameroon
- A. c. lynesi Bannerman & Bates, 1926 – đông nam Nigeria đến tây nam Sudan
- A. c. stabilis Clancey, 1986 – địa phương ở Sudan và Nam Sudan
- A. c. cinnamomeus Rüppell, 1840 – địa phương ở vùng cao nguyên của Ethiopia
- A. c. eximius Clancey, 1986 – nam bán đảo Ả Rập
- A. c. annae R.Meinertzhagen, 1921 – vùng ven biển Sừng châu Phi đến ven biển Tanzania
- A. c. itombwensis Prigogine, 1981 – vùng cao nguyên phía đông của Cộng hòa Dân chủ Congo
- A. c. lacuum R.Meinertzhagen, 1920 – chu vi của hồ Victoria đến trung tâm Tanzania
- A. c. latistriatus F.J.Jackson, 1899 – mơ hồ theo mùa từ phạm vi sinh sản các núi Itombwe
- A. c. winterbottomi Clancey, 1985 – các cao nguyên Malawi và các nước lân cận
- A. c. lichenya Vincent, 1933 – các cao nguyên của châu Phi nhiệt đới và trung nam, bao gồm Cao nguyên Zimbabwe
- A. c. spurium Clancey, 1951 – các vùng đất thấp của miền nam châu Phi đến vùng đất thấp ven biển Mozambique
- A. c. bocagii Nicholson, 1884 – các vùng khô hơn ở phía nam châu Phi, đến phía bắc Nam Phi
- A. c. grotei Niethammer, 1957 – các vùng có lượng mưa cao hơn ở Namibia và Botswana
- A. c. rufuloides Roberts, 1936 – cao nguyên và vùng đất thấp của Nam Phi, Eswatini và Lesoto